# アストロシティ
『アストロシティ』(Kurt Busiek's Astro City)は、アメリカ合衆国の架空の都市アストロシティを舞台としたアメリカン・コミックのシリーズである。原作はカート・ビュシーク、共同原作および作画はブレント・アンダーソン、キャラクターデザインおよびカバーアートはアレックス・ロスによる。『アストロシティ』の第一作は1995年8月にイメージ・コミックから出版され、それ以降はオマージュ・コミックから、現在はワイルドストーム・シグネチャ・シリーズの一部として出版されている。

## 概要
『アストロシティ』シリーズはアストロシティの住人に焦点を合わせたアンソロジー作品。各エピソードは毎回異なる主人公の一人称視点で語られる。基本的にエピソードは1話完結で、数話のシリーズエピソードも存在する。
『アストロシティ』シリーズではスーパーヒーロー、スーパーヴィランが実在している。作中の歴史で最初に現れた公式のスーパーヒーローは、第一次世界大戦直後に出現したエアーエースである（ハングドマンは19世紀からアストロシティで活躍していた）。
ビュシーク、アンダーソン、ロスらは多数の登場人物らにより織り成される複雑な世界を構築し、登場人物は物語の進展につれて明らかにされていく背景設定を持っている。
『アストロシティ』シリーズにおいて不可欠な要素は、アストロシティの住人（一般人、ヒーロー、ヴィラン）の彼らの住む世界の日常である。例を挙げれば、第1話では主人公サマリタンの典型的な一日が描かれる。サマリタンは目を覚ましている時間の全てを世界を飛び回り人々を救うという行為に費やしており、空を飛ぶという行為を心から楽しんだことは一度もない。他には、二人の高名なヒーロー同士のデートの物語、少年サイドキック（ヒーローの相棒）のヒーロー入門の物語、改心したスーパーヴィランによる刑務所の外での生活を見つけようとする努力の物語、正体を暴こうとする恋人の試みにより地球から立ち去るヒーローの物語、スーパーヴィランの人質として囚われた名もない脇役の人生などが語られる。
作中ではボストンのシルバースミス、シカゴのザ・アンチャッタブル、ニューヨークのスカイスクレイパーなどの、他の都市に住むスーパーヒーローも言及され、時には登場する。アストロシティのヒーローグループであるオナー・ガードのメンバーの中には、デトロイトのMPH、ニューオーリンズのブラックレイピアなどの、他の都市のヒーローもいる。また、イングランドのライオンとユニコーンなどの海外のヒーローも登場する。

## 都市
もともと第二次世界大戦後の再建まで"Romeyn Falls"と呼ばれていた。自分の命を犠牲にして災害から街を守ったスーパーヒーロー"Astro-Naut"に敬意を表してアストロシティに改名された。
アストロシティは"City of Heroes（英雄の街）"、"Sentinel City（守られた街）"、"City of Wonders（不思議な街）"と呼ばれている。
アストロシティの物理的な特徴、地域、街、企業、架空の背景のほとんどはコミック業界やコミックの歴史に関連した過去の人物から命名されている。例を挙げれば、アルカトラズのような刑務所、ビロ島はチャールズ・ビロから取られている。
アストロシティは、バインダーバックプラザを中心に、再建されたセンターシティを含む多数の地域から構成されている。オールドタウン、チェスター（搾取工場として知られる）、シャドウヒル、ベイカーズビル、ダービーフィールド、センテニアルパーク、アイガースクエア、キーファースクエア、ケンウッド、サウスケンウッド、ファスガーデン、ギプソンヒルズ、パターソン。ハングドマンはシャドウヒルを守っており、いくつかの物語で登場して焦点を当てられている。
アストロシティで注目すべき場所は、アストロシティタワー、アストロシティビーコン、シティワーニングビーコンである。タワーの前方にはエアーエースの銅像がある。他には、グランデネッティ大聖堂、アウトコールト橋、ブルーザーのヒーローに出前を届けるバー、バトラーのスーパーヒーローのプライベートクラブ、ボブのファストフードチェーンなど。

## 登場人物

### ヒーロー
サマリタン(Samaritan)
35世紀の未来人。世界をより良くするために未来からやってきた（スーパーマンやキャプテン・マーベルへのオマージュ）。
現代に現れる際に、サマリタンの体は「エンパリアン・ファイア」と呼ばれる時間を構成するエネルギーを浴びたため様々な影響を受けた。
ジグソメーターという生体コンピューターを持つ。ジグソメーターは膨大な情報を参照してサマリタンに世界の危機を伝える。サマリタンとしての活動で人々を守り続けるために、現在では彼の仕事を代わりに行うようプログラムされている。
普段は出版社で校正者のアサ・マーティン（サマリタンのアナグラム）として働いている。
この時代に現れたのは1985年。それ以降、一日も休まず活動を続けている。
「オナー・ガード」のメンバー。
ウィングド・ビクトリー(Winged Victory)
女性の地位向上のため戦うスーパーヒロイン（ワンダーウーマンへのオマージュ）。
「女性でも強くなれる」「大きな業績をあげることができる」とメッセージを伝えるために戦っている。チームとして成果をあげても意味が無いため、「オナー・ガード」に入っていない。
一部ではその活動を疑問視されている（男性よりも女性を救う、女性の地位向上センターに資金提供しているなど）。
コンフェッサー(The Confessor)
1950年代から1990年代まで活躍した神秘的な自警団の探偵（バットマンへのオマージュ）。
本名エレミヤ・パリッシュ。1869年にグランデネッティ大聖堂の建築を支援するため、カトリックの若い司祭としてアストロシティにやってきた。女性に誘惑され吸血鬼に変えられる。正体を知った市民に追われたため、大聖堂の未完成部分に隠れ家を作り、長年に渡って隠れていた。スーパーヒーローに触発されて、隠れ家から出てコンフェッサーとして活動を始めた。
グランデネッティ大聖堂を中心に活躍している。
ブライアン・キニーをオルターボーイとして訓練している。
エネルシャン人の侵略を阻止するために、自分の命を犠牲にした。
彼の死後、オルターボーイが役割を継いだ。
クラッカージャック(Crackerjack)
優れた身体能力で戦う。陽気で呑気なクライムファイター。
ユージン・ウォレストという偽名で役者をしていた。彼の住んでいた焼け落ちたマンションからカツラ、変装道具、様々な名前の身分証明書が発見された。
1991年以降に活躍しはじめた。
ジャック・イン・ザ・ボックス(Jack-in-the-Box)
ピエロの格好をしたクライムファイター。おもちゃのような特殊武器を使う。
ジャック・ジョンソンが1964年から1983年まで活動した。彼の死後、息子のザカリー・ジョンソンが1989年から活躍した。現在はザカリーの弟子、ロスコー・ジェームズが活躍している。
ハングドマン(The Hanged Man)
シャドウ・ヒルの守護者。頭陀袋をかぶって首に絞首索を巻いた姿で上空を浮遊している。
19世紀からアストロシティで活躍している。噂では、少なくとも中世から存在していると言われる。
ジェントルマン（The Gentleman）
1940年代初頭から活動を続けているアストロ・シティ最古参ヒーローのひとり。
不老であり、強力なパワーと清廉潔白さを併せ持つ。
シルバー・エージェント(Silver Agent)
戦後を代表するヒーロー（キャプテン・アメリカへのオマージュ）。
後に悲劇的の最期を迎えたとされる。
オナー・ガードの創設メンバー。
ブラック・レイピア（The Black Rapier）
ニューオリンズ出身のヒーロー。「オナー・ガード」の現リーダー。
漆黒のフェンシング用衣装と全頭マスクに身を包み、電撃剣を使う。
MPH
デトロイト出身のヒーロー。「オナー・ガード」のメンバー。
超スピードで動くことができるアフリカ系アメリカ人。

### ヴィラン
ブリドウェル(Bridwell)
スーパーヒーローの知識を収集している老人。
正体はエネルシャン人のスパイ。
最終的に、地球侵略の合図を仲間に送る。
エネルシャン人（The Enelsians）
昆虫のような姿をした女系種族のエイリアン。アストロシティを地球侵略の拠点にする。コンフェッサーは自分の命を犠牲にして彼らを破った。
ディーコン(The Deacon)
聖職者を気取る犯罪組織のボス。アストロシティの顔役。
1970年代にアストロシティの犯罪組織のボスだったプラルプスを殺害して彼の地位を得た。
インフィデル(Infidel)
サマリタンの宿敵。
アフリカ系奴隷から転身した魔術師。自身の体に「エンパリアン・ファイア」を宿したことで不滅の存在になる。
時間移動して36世紀の独裁者になるが、サマリタンが未来を救うために歴史を変えたことで、インフィデルの将来の帝国は消え去った。インフィデルは狂人として投獄されるが、彼は時間を復元して帝国を再構築するために1962年に脱出した。キューバのミサイル危機の際に核を操作して世界を破壊した。しかし、サマリタンは歴史が変っても影響を受けなかった。サマリタンはインフィデルを発見し、彼を倒して1962年を元に戻した。それ以来、サマリタンとインフェデルは歴史を巡って戦いを続けている。
サマリタンとインフェデルは「エンパリアン・ファイア」を体に宿しているため、歴史が変った事による影響を受けない。
ジャンクマン(The Junkman)
老齢の発明家。ゴミをリサイクルして奇妙な兵器を作る。
モック・タートル(The Mock Turtle)
「不思議の国のアリス」に取り付かれた犯罪者。亀を模した緑色のアーマースーツを身にまとう。
シラク・ザ・ディバウラー(Shirak the Devourer)
1959年と1964年に地球を侵略しようとしたサメのような悪魔。儀式によって別の次元からやってきた。
最終的に、オナー・ガードによって撃退された。
タイムキーパー(The Time-Keeper)
世界からスーパーヒーローを排除しようとする犯罪者。

## 組織
オナー・ガード
1959年にマックス・オミリオンの呼びかけで結成されたヒーローチーム。結成当初は存続すら危ぶまれていたが、1995年には世界を代表するヒーローチームに発展した（ジャスティス・リーグへのオマージュ）。
ファースト・ファミリー
市民からアストロシティのシンボルとされている人気ヒーローチーム。メンバーはいずれもファースト家の一族で、祖父から孫まで3世代で構成されている（ファンタスティック・フォーへのオマージュ）

## 邦訳コミック
- アストロシティ:ライフ・イン・ザ・ビッグシティ ISBN 978-4902314823
- アストロシティ:コンフェッション ISBN 4-06-334474-6